# Глазова Гора
Глазова Гора — деревня в Выскатском сельском поселении Сланцевского района Ленинградской области.

## История
Деревня Глазова Гора упоминается на карте Санкт-Петербургской губернии Ф. Ф. Шуберта 1834 года.

ГЛАЗОВА ГОРА — деревня принадлежит ведомству Павловского городового правления, число жителей по ревизии: 26 м. п., 35 ж. п. (1838 год)

ГЛАЗОВА ГОРА — деревня Павловского городового правления, по просёлочной дороге, число дворов — 10, число душ — 36 м. п. (1856 год)

ГЛАЗОВА ГОРА — деревня Павловского городового правления при колодце, число дворов — 11, число жителей: 35 м. п., 32 ж. п. (1862 год) 

В XIX — начале XX века деревня административно относилась к Выскатской волости 1-го земского участка 1-го стана Гдовского уезда Санкт-Петербургской губернии.
Согласно Памятной книжке Санкт-Петербургской губернии 1905 года деревня входила в Попковское сельское общество.

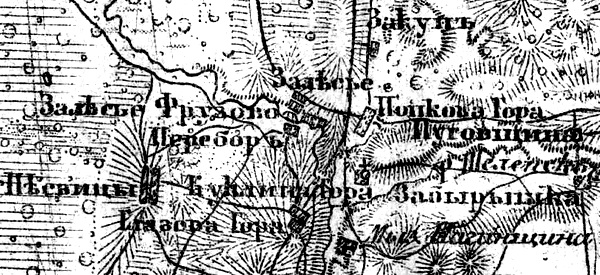
Деревня Глазова Гора на карте 1919 года

Согласно карте Петроградской и Эстляндской губерний 1919 года деревня называлась Елазова Гора.
По данным 1933 года деревня называлась Елазова Гора и входила в состав Польского сельсовета Рудненского района.
По состоянию на 1 августа 1965 года деревня Глазова Гора входила в состав Выскатского сельсовета Кингисеппского района.
По данным 1973 года деревня Глазова Гора входила в состав Попковогорского сельсовета Сланцевского района.
По данным 1990 года деревня Глазова Гора входила в состав Выскатского сельсовета.
В 1997 году в деревне Глазова Гора Выскатской волости постоянного населения не было, в 2002 году проживал 1 человек (русский).
С 2007 по 2014 год в деревне Глазова Гора Выскатского СП не было постоянного населения.

## География
Деревня расположена в центральной части района на автодороге 41К-020 (Сижно — Осьмино).
Расстояние до административного центра поселения — 4 км.
Расстояние до ближайшей железнодорожной платформы Сланцы — 12 км.
Деревня находится на левом берегу реки Кушелка.

## Демография
| 1862 | 2007 | 2010 | 2017 |
| ---- | ---- | ---- | ---- |
| 67   | ↘0   | →0   | →0   |

## Инфраструктура
На 2014 год в деревне не было зарегистрировано ни одного домохозяйства.